# سید مهدی صادق
سید مهدی صادق (زادهٔ ۱۳۳۱ در تهران) نمایندهٔ حوزهٔ انتخابیهٔ آستانه اشرفیه و بندر کیاشهر در دورهٔ هشتم مجلس شورای اسلامی بوده‌است.